# Frédéric de Schleswig-Holstein-Sonderbourg-Augustenbourg (1652-1692)
Frédéric de Schleswig-Holstein-Sonderbourg-Augustenbourg est né le 6 décembre 1652 et tué le 3 août 1692 à Edingen, fut un noble allemand. Fils aîné de Ernest-Gonthier et de son épouse, la duchesse Augusta de Schleswig-Holstein-Sonderbourg-Glücksbourg.

## Biographie
Frédéric succède à son père en 1689 comme duc de Schleswig-Holstein-Sonderbourg-Augustenbourg. Toutefois il meurt seulement trois ans après en 1692 pendant la Guerre de la Ligue d'Augsbourg contre les Français.
Frédéric avait épousé l'année de sa mort Anne-Christine Bereuter qui ne lui donne pas d'enfants. Il a comme successeur son frère cadet Ernest-Auguste.